# الانگودی، ناگاپاتینام
الانگودی، ناگاپاتینام (به انگلیسی: Alangudi, Nagapattinam) یک منطقهٔ مسکونی در هند است که در تامیل نادو واقع شده‌است.

## خصوصیات
الانگودی ۱٬۷۹۲ نفر جمعیت دارد.